# Gabarro
En veterinaria, se llama gabarro a un tumor inflamatorio que se supura y abscede con prontitud, de lo que resulta una úlcera sórdida y por lo regular cavernosa que destila alguna serosidad.
Se dan dado diversos nombres al gabarro en el caballo, relativos a su situación:
- lo han llamado tendinoso cuando tenía su situación en el tendón
- gabarro de la corona cuando estaba en la corona, próximo al casco

Pero no siendo suficiente esta denominación, lo distinguiremos, siguiendo a Lafosse, por las partes que acomete, en:
- gabarro simple
- gabarro nervioso
- gabarro verdadero, que es el que ocupa la corona
- gabarro falso, que es cuando el verdadero ha cariado el cartílago de la corona

Los principios originarios de estas diferentes especies de gabarro son las contusiones o magullamientos, los alcances descuidados, la inmundicia acumulada en las extremidades, la acrimonia de los lodos, la condensación y acrimonia de la transpiración insensible, etc.
El buey y el carnero se hallan algunas veces expuestos a gabarros.

## Gabarro simple
No es peligroso, ataca solamente la piel y una parte del tejido celular de la cuartilla pero más frecuentemente las extremidades posteriores que las anteriores. Esta especie de gabarro es algunas veces tan poco aparente que solo se percibe en que el caballo cojea y en que tocándole la cuartilla, se advierte en ella un tumor más o menos duro y doloroso, de donde sale una materia de un olor fétido.
Las indicaciones curativas que presenta este gabarro son el excitar la supuración en la parte a fin de que se desate el punto sórdido de la raíz.
Después de haber reconocido que los tegumentos de la cuartilla son los que únicamente están afectados, se le esquilará el pelo y se tratará el tumor. Se debe advertir que si la abertura del absceso es demasiado corta, importa dilatarla con el bisturí, a fin de hacer que los remedios penetren mejor hasta el fondo de la úlcera, que la raíz salga con más facilidad y que se efectúe una cicatrización más pronta.

## Gabarro nervioso
Se denomina así al que acomete a la vaina del tendón. Este gabarro tiene generalmente su asiento en la cuartilla y tiene por causa la materia del gabarro simple que ha penetrado hasta la vaina del tendón. Es muy fácil advertirlo cuando después de asomar la raíz sale de la llaga una serosidad saniosa y queda aun una pequeña abertura y un fondo, que se descubre por medio de la sonda.
Reconocido este fondo y descubierto el curso que toman las materias purulentas, se introducirá en esta parte una sonda acanalada, en cuya canal se meterá un bisturí y se hará una incisión longitudinal, que se prolongará hasta el origen del mal, teniendo cuidado de no interesar las partes tendinosas.
Como la fístula se halla algunas veces dentro de la cuartilla y hacia la ranilla, se debe en este caso hacer una incisión, dirigiéndose hacia el medio de dicha parte y este es el verdadero medio de no tocará la ternilla o cartílago lateral del hueso tejuelo, cuya caries constituye el gabarro falso.

## Gabarro verdadero
Se le da este nombre porque siempre se establece sobre la corona a la entrada del casco. Un alcance al que no se haga caso, un golpe que se dé el caballo o que reciba en esta parte son los principios habituales de este gabarro.
Si se percibe alguna raíz, debe hacerse supurar a fin de detener la úlcera con la mayor prontitud. Pero si se advierte contusión sobre la punta del talón, si tarda el punto sórdido o la raíz en despegarse, pasados cuatro o cinco días de curación, se hará pasear un poco al animal; la experiencia ha hecho ver que el movimiento facilita y ayuda la salida de la materia cuya detención podría dañar las partes inmediatas. En cuanto sale la raíz, se cura la llaga como una úlcera simple, hasta su completa recuperación.
Algunas veces sucede que después de haber salido la raíz fluye de la úlcera una materia líquida y se descubre un fondo por medio de la sonda lo que es una prueba de que la materia ha atacado la ternilla o cartílago colocado en la parte lateral y superior del hueso tejuelo, de donde resulta el gabarro falso, de que vamos a tratar.

## Gabarro falso
Es una caries de la ternilla o cartílago, cuya situación hemos descrito, con una evacuación saniosa e hinchazón en la parte posterior del pie, en el mismo sitio de la ternilla. En realidad, no es un verdadero gabarro, sino una enfermedad particular del cartílago.
Se conoce la caries de la ternilla en la evacuación purulenta y saniosa que se observa en esta parte, en la hinchazón del pie y en el fondo, que se distingue con la sonda pues descansa o toca la punta de este instrumento sobre el cartílago, descubierto de las partes blandas que lo cubren.
Esta especie de gabarro es una enfermedad bastante grave y muy difícil de curar; puede aun añadirse que es incurable cuando se ignora la estructura del pie. Para curarlo es necesario extirpar todo el cartílago porque la experiencia ha hecho ver que cuando está cariado solamente por uno de sus puntos, poco a poco se extiende la caries por todo él; esta operación requiere un artista hábil y diestro y no debe emprenderla ningún albéitar poco instruido.
Pasados cuatro o cinco días de tratado se quitará el vendaje, pues esperando más tiempo podrían nacer úlceras sinuosas que sería preciso dilatar para dar salida a la materia. Siempre que se haga la curación se cuidará de no levantar demasiado el pie del animal, por miedo de la hemorragia; se evitará que ande los primeros días, después de quitado el primer vendaje.

## El buey y el carnero
El pie de estos animales cuya estructura es tan diferente del caballo, solo padece una especie de gabarro que se dividirá en simple y compuesto.
El simple no es peligroso pero el compuesto, que se observa entre la última falange del pie y la pezuña merece un cuidado particular. Se dilatará el absceso formado por el pus hasta la entrada de la pezuña. Si la úlcera penetra solamente hasta la parte posterior del pie sin introducirse en la pezuña y el hueso del pie de una u otra pezuña, basta dilatar la úlcera y tratarla para conducir la úlcera a una perfecta curación. Pero no sucede lo mismo cuando la úlcera ha hecho progresos entre el hueso del pie y la pezuña; debe temerse entonces la caída de la pezuña y es preciso evitarla o haciendo una contraabertura o abriendo la pezuña con la gamba o gavilán del pujavante en toda la extensión del absceso y tratarla.